# Powódź w Kinszasie
Powódź w Kinszasie – powódź, która miała miejsce w stolicy Demokratycznej Republiki Konga 12 i 13 grudnia 2022 roku. Zginęło w niej co najmniej 141 osób, lecz wg ministra zdrowia Jean-Jacquesa Mbungani Mbandy jest to wstępny bilans ofiar.

## Przebieg
12 grudnia 2022 roku w wyniku wielogodzinnych opadów deszczu wiele spośród głównych stołecznych ulic zostało zalanych. Ponadto doszło do osunięć ziemi oraz zawalenia się budynków, w szczególności tych ulokowanych na zboczach wzgórz. Wiele osiedli zostało zalanych błotnistą wodą, która uszkodziła wiele budynków oraz nawierzchnię dróg, w tym drogi N1, łączącej stolicę z głównym portem kraju, Matadi.
Licząca ponad 15 milionów mieszkańców Kinszasa od wielu lat przeżywała wzrost liczby ludności, który skutkował powstawaniem kolejnych osiedli slumsów na obrzeżach. Nowo przybyli mieszkańcy budowali swoje domy nie dbając o odpowiednie odwodnienie, co w przypadku wystąpienia powodzi zwiększa skalę zniszczeń.
W wyniku powodzi co najmniej 40 tysięcy budynków zostało zalanych, a 280 z nich uległo zawaleniu.

## Reakcje
13 grudnia premier Jean-Michel Sama Lukonde razem z rządową delegacją ocenił skalę zniszczeń w części Kinszasy. Tego samego dnia prezydent Félix Tshisekedi przebywający na szczycie Stany Zjednoczone–Afryka przyłączył się do amerykańskiego oświadczenia obwiniającego zmiany klimatyczne o wywoływanie poważnych powodzi. Tshisekedi dodał, że kraje odpowiedzialne za zanieczyszczenie środowiska powinny zrobić więcej, aby pomóc tym krajom, które z tego powodu cierpią. Jego rzecznik powiedział, że prezydent może skrócić swoją podróż do USA z powodu katastrofy.
14 grudnia ogłoszono trzy dni żałoby narodowej w Demokratycznej Republice Konga.